# Isabel de Ibelín (señora de Beirut)

Escudo de armas de la Familia Ibelín.

Isabel de Ibelin (1252-1282) fue señora de Beirut desde 1264 hasta su muerte en 1282, también ostentó el título de reina de Chipre. Fue hija de Juan II de Beirut señor de Beirut y de Alicia de la Roche. Como bisnieta del poderoso noble cruzado Juan de Ibelín, fue miembro influyente de la familia Ibelín. Tras la muerte de su padre, heredó el palacio de la familia Ibelín en Beirut, y la dirección del feudo. Fue parte del Reino de Jerusalén, teniendo un tratado de independencia firmado en 1261 con Baibars, sultán de los musulmanes mamelucos.
Cuando era niña, Isabel fue prometida en el año 1265 al joven Hugo II, rey de Chipre (1252-1267), pero este murió antes de que el matrimonio fuera consumado.  Gobernó de forma independiente y tuvo como señora de Beirut, relaciones amistosas con los mamelucos, logrando el 9 de mayo de 1269, la negociación de una tregua de diez años con Baibars. Mantuvo un romance con Julián de Grenier (m. 1275), y su "notoria falta de castidad" llevó a que el papa Clemente IV, le enviara una carta instándola a que se casara. 
En 1272, a la edad de 20 años, se casó con Hamo Lestrange (el extranjero),  un señor adinerado galés que pudo haber sido acompañante del príncipe Eduardo de Inglaterra. El matrimonio fue breve, ya que Hamo murió en 1273. En su lecho de muerte, realizó la inusual medida de poner a Isabel y a Beirut bajo la protección de Baibars, el sultán musulmán. El rey Hugo I de Chipre buscó utilizar el estado de Isabel como rica heredera, eligiendo un nuevo marido para ella y así atraer a otro distinguido caballero a la lucha en Tierra Santa. El rey Hugo I intentó por la fuerza organizar un nuevo matrimonio, pero Isabel se resistió, y recibió el apoyo tanto de Baibars como de los caballeros templarios. El asunto fue llevado ante la Alta Corte de Jerusalén, y se convirtió en una disputa política en las cruzadas en cuanto a quién tenía el poder sobre la señora de Beirut, el rey cruzado o el sultán musulmán, la Alta Corte falló a favor de Baibars, y los guardias mamelucos fueron asignados a la protección de la reina Isabel. Tras la muerte de Baibars en 1277, Isabel se casó dos veces más, la primera con Nicolás Alemán, señor de Cesarea, y luego con Guillermo Barlais. Isabel nunca tuvo hijos, y después de su muerte en 1282 a la edad de 30 años, el Señorío de Beirut pasó a su hermana menor Eschiva de Ibelín (1253-1312).